# Дятлов Сергій Володимирович
Сергі́й Володи́мирович Дя́тлов (нар. 22 листопада 1974 — пом. 29 серпня 2014) — доброволець, солдат Національної гвардії України, учасник російсько-української війни.

## Життєпис
Народився 1974 року в місті Маріуполь.
У часі війни — стрілець резерву, батальйон «Донбас» (офіційно — не оформлений), псевдо «СВД».
Ранком 29 серпня 2014 року загинув під час виходу «зеленим коридором» з Іловайського котла. Їхав у кузові броньованого КАМАЗа в складі автоколони батальйону «Донбас» по дорозі з села Многопілля до Червоносільського. Коли КАМАЗ вже в'їжджав до Червоносільського, по ньому вистрілив російський танк. Кабіну розірвало, здетонував боєкомплект у кузові. Тоді ж загинули «Стаф», «Руха», «Контра», «ВДВ», «Кавказ», «Рус», «Лисий».
Залишились дружина та два сини, а також доросла донька від першого шлюбу. Молодший син народився через 8 місяців після загибелі батька.
Був похований на Краснопільському кладовищі в м. Дніпро, як неідентифікований захисник Батьківщини. 6 вересня 2017 року Павло Нетьосов, керівник організації «Цитадель», повідомив про ідентифікацію решток Сергія. 12 вересня 2017 року відбулося прощання на Краснопільському кладовищі, на могилі, яка відтепер матиме ім'я.

## Нагороди і вшанування
- Орден «За мужність» III ступеня (18.08.2021, посмертно) — за особисту мужність і самовіддані дії, виявлені у захисті державного суверенітету та територіальної цілісності України[4].
- Його портрет розміщений на меморіалі «Стіна пам'яті полеглих за Україну» у Києві: секція 3, ряд 7, місце 26
- Вшановується 29 серпня на щоденному ранковому церемоніалі вшанування українських захисників, які загинули цього дня у різні роки внаслідок російської збройної агресії[5]
- Іловайський Хрест (посмертно)